# Adetus punctatus
Adetus punctatus es una especie de escarabajo del género Adetus, familia Cerambycidae. Fue descrita científicamente por Thomson en 1868.
Habita en Guayana Francesa y Bolivia. Los machos y las hembras miden aproximadamente 6,5-9 mm.